# Koenigsegg Agera
Koenigsegg Agera – hipersamochód zaprojektowany przez szwedzką firmę Koenigsegg w latach 2011–2018. 
Jego 4,7-litrowy motor V8 potrafi osiągnąć 910 KM mocy (przy 6850 obr./min) i 1100 Nm momentu obrotowego (przy 5100 obr./min). Agera przyspiesza do 100 km/h w 3,1 s, natomiast do 200 km/h – w 8,9 s. Prędkość maksymalna to ponad 390 km/h. Istnieje również wersja zmodyfikowana, Agera R, przedstawiona w 2011 r, osiągająca 1115 KM. Samochód dostępny był w kilku edycjach limitowanych takich jak: Agera S, Agera S Hundra, Agera X, Agera R BLT Chinese Edition, Agera Zijin, Agera R '13 Matte Blue. 

## Dane techniczne (Agera)

### Silnik
- V8 4,7 l (~4700 cm³), 4 zawory na cylinder, DOHC, 2 x turbo
- Układ zasilania: wtrysk
- Średnica cylindra × skok tłoka: b/d
- Stopień sprężania: 8,9:1
- Moc maksymalna: 910 KM (670 kW) przy 6850 obr/min
- Maksymalny moment obrotowy: 1100 N•m przy 5100 obr/min
- Pe 25,5 atm

### Osiągi
- Przyspieszenie 0-100 km/h: 3,1 s
- Prędkość maksymalna: 390 km/h
- Hamowanie od prędkości 300 km/h : 7s.

## Dane techniczne (Agera R)

### Silnik
- V8 5,0 l (5032 cm³), 4 zawory na cylinder, DOHC, 2 x turbo
- Układ zasilania: wtrysk
- Średnica cylindra × skok tłoka: 91,70 mm × 95,25 mm
- Stopień sprężania: 9,0:1
- Moc maksymalna: 1115 KM (820 kW) przy 2700-6170 obr/min
- Maksymalny moment obrotowy: 1200 N•m przy 4100 obr/min
- Pe 32,2 atm
- Średnia prędkość tłoka 19,6 m/sek.

### Osiągi
- Przyspieszenie 0-100 km/h: 2,9 s
- Prędkość maksymalna: 410 km/h[1]